# Олая (Португалия)
Олая (порт. Olaia) — район (фрегезия) в Португалии, входит в округ Сантарен. Является составной частью муниципалитета Торриш-Новаш. По старому административному делению входил в провинцию Рибатежу. Входит в экономико-статистический субрегион Медиу-Тежу, который входит в Центральный регион. Население составляет 1917 человек на 2001 год. Занимает площадь 21,96 км².
Покровителем района считается Дева Мария (порт. Nossa Senhora do Ó).